# أولاد رابح
أولاد رابح أو بني خطاب هي بلدية تابعة لدائرة سيدي معروف ولاية جيجل الجزائرية.

## الموقع الجغرافي
تقع في جنوب غرب عاصمة الولاية على حدود ولاية ميلة تتميز بطابع جبلي ومناظر جد خلابة في فصل الربيع، ويبلغ عدد سكانها 10681 نسمة (إحصاء 2008).

## قرى البلدية
تنقسم أولاد رابح الي عدة مشاتي منها: أنقية، تافرطاس، الريشية، لحشيشة، بوقيراط، تاسيوان، بيشرماط، تسيكي، زموش، بوطويل، تامخرط، قرايو العناب، الزاوية، بوشكاب، راس لعواد بالإضافة إلى مناطق رئيسية مثل المرجة، الأربعاء (مقر البلدية)، بومسعود وفيه القرية،
```
وتعتبر هده البلدية بلدية فلاحية بامتياز مثل تربية النحل وجني الزيتون وتربية المواشي..الخ
```

## التاريخ
و يرجع نسب سكان بلدية أولاد رابح إلى عمر بن الخطاب ولدلك يطلق على المنطقة اسم بني خطاب وحسب الروايات القديمة فأن سكانها جاؤوا من الأندلس بعد سقوطها حيث عبروا البحر إلى شواطئ ولاية جيجل ومتزجوا مع القبائل مثل قبيلة كطامة وسكنوا بلدية الشقفة وجراء الهجمات التي كانت تتعرض لها سواحل جيجل انتقلوا إلى الشقفة ثم إلى بني فتح ثم إلى بلدية أولاد رابح اين استقروا بها وقاموا باستصلاح الأراضي وعاشوا على الزراعة وتربية المواشي والتجارة خاصة بالاسواق 
المحادية مثل سوق الأربعاء - سوق بينان -سوق زغاية- وبني فتح بلدية بوراوي بلهادف حاليا
تاريخيا كانت هذه البلدية تابعة الي ولاية قسنطينة ولذلك كانت تعتبر لدى الاستعمار الفرنسي اخطر منطقة في شمال قسنطينة لمسالكها الوعرة وصعوبة تضاريسها الجبلية فقد كان الثوار أو المجاهدون حينها يعتمدون على الخنادق الجبلة، ففي سنة 1957 م قامو بإسقاط مروحية فرنسية التي لا يزال محركها الضخم حتى الآن هناك، وفي 24 يناير 1957 م خاض المجاهدون معركة شرسة مع الاستعمار الفرنسي دامت 8 ساعات تكبد الفرنسيون خلالها خسائر جسيمة من الافراد والعتاد وسقط 27 شهيدا من بينهم بوحداد أحمد، زواغي إبراهيم، بن محمد، بوجريو سعد، بوكحيل محمد بن إبراهيم، شباط الطاهر بالإضافة الي الاخوة بوكحيل الخمسة وأمهم في يوم واحد. وسقيت تراب بلدية بأكثر من 200 شهيد.
وكانت هده البلدية أثناء الثورة منطقة محرمة لعبورها من طرف المجاهدين بالتمويل لباقي البلديات نظرا لموقعها الاستراتيجي. كما ضمت هده البلدية أكبر مستشفى عسكري أثناء الثورة وهو مستشفى موشاون الذي مازلت أثاره إلى يومنا هدا بمشتة الريشية -
وللبلدية عدة ثروات باطنية وسطحية منا عدة منابع مائية طبيعية مثل عين غبالة. وعين تبكور. حيث تصل نسبة الضخ بها 10 ل في الثانية.
عانت هده البلدية لسنوات 1992-1999 بسبب الإرهاب حيث نزح سكانها إلى وحسب تصريحات رئيس المجلس الشعبي البلدي أبو عبد الله عبد المالك فأن أغلب السكان الدين نزحوا يودون العودة وهذا راجع إلى الاستقرار الأمني والفرص المتاحة للاستفادة من السكن الريفي حيث استفادة البلدية سنة 2008 من 600 اعانة وفرص أخرى للاستفادة.
كما فتحت اكمالية جديدة بمشتة المرجة مايسمح بتحسين المستوى الدراسي للتلاميذ كما استفادة البلدية مؤخرا من ثانوية بـ1000 مقعد وتم تجسيد المشروع والثانوية قيد العمل الآن واسمها ثانوية أولاد رابح الجديدة - كما فتحت عدة مسالك وتعبيدها مثل طريق مركز البلدية إلى حدود ترعي باينان وطريق المرجة الشيقارة وبعض الطرق الفرعية مثل الطريق الزوية الكائن ببومسعود وتهيئة طريق بومسعود بالإنارة العمومية وتصليح وتهيئة المسالك المائية على مستوى البلدية وبناء عمارتين جديدتان بالاربعاء مركز وفتح المكتبة البلدية بالمرجة كل هده الانجازات عرفنها مؤخرا تم التعديل بتاريخ
1. ↑  "تنائج إحصاء 2008 الخاصة بولاية جيجل" (PDF). مؤرشف من الأصل (PDF) في 2018-07-23.
2. ↑  GeoNames (بالإنجليزية), 2005, QID:Q830106